# Mitsubishi Destinator
Mitsubishi Destinator (яп. 三菱・デスティネーター) — компактний кросовер SUV з трима рядами сидінь, що випускається компанією Mitsubishi Motors з 2025 року. Здебільшого він продається на ринках, що розвиваються, у Африці, Латинській Америці, на Близькому Сході, у Південній та Південно-Східній Азії.
Назва «Destinator» була обрана для моделі «в надії, що вона надасть водіям та їхнім улюбленим сім'ям можливість впевнено рухатися новими напрямками».

## Огляд

### Концепт моделі
DST CONCEPT був представлений 24 жовтня 2024 року на Філіппінському міжнародному автосалоні 2024 року. Екстер'єр концепту DST відрізняється решіткою радіатора Dynamic Shield з візерунком у вигляді бджолиних сот, вентиляційними отворами на капоті, передні світлодіодні денні ходові вогні та задні ліхтарі мають Т-подібну конструкцію, високий кліренс, скульптурні крила з колесами великого діаметру та затемнені стійки. Усередині DST Concept має плоский дизайн приладової панелі з великими екранами для комбінації приладів та інформаційно-розважальної системи, а також панорамний дах.

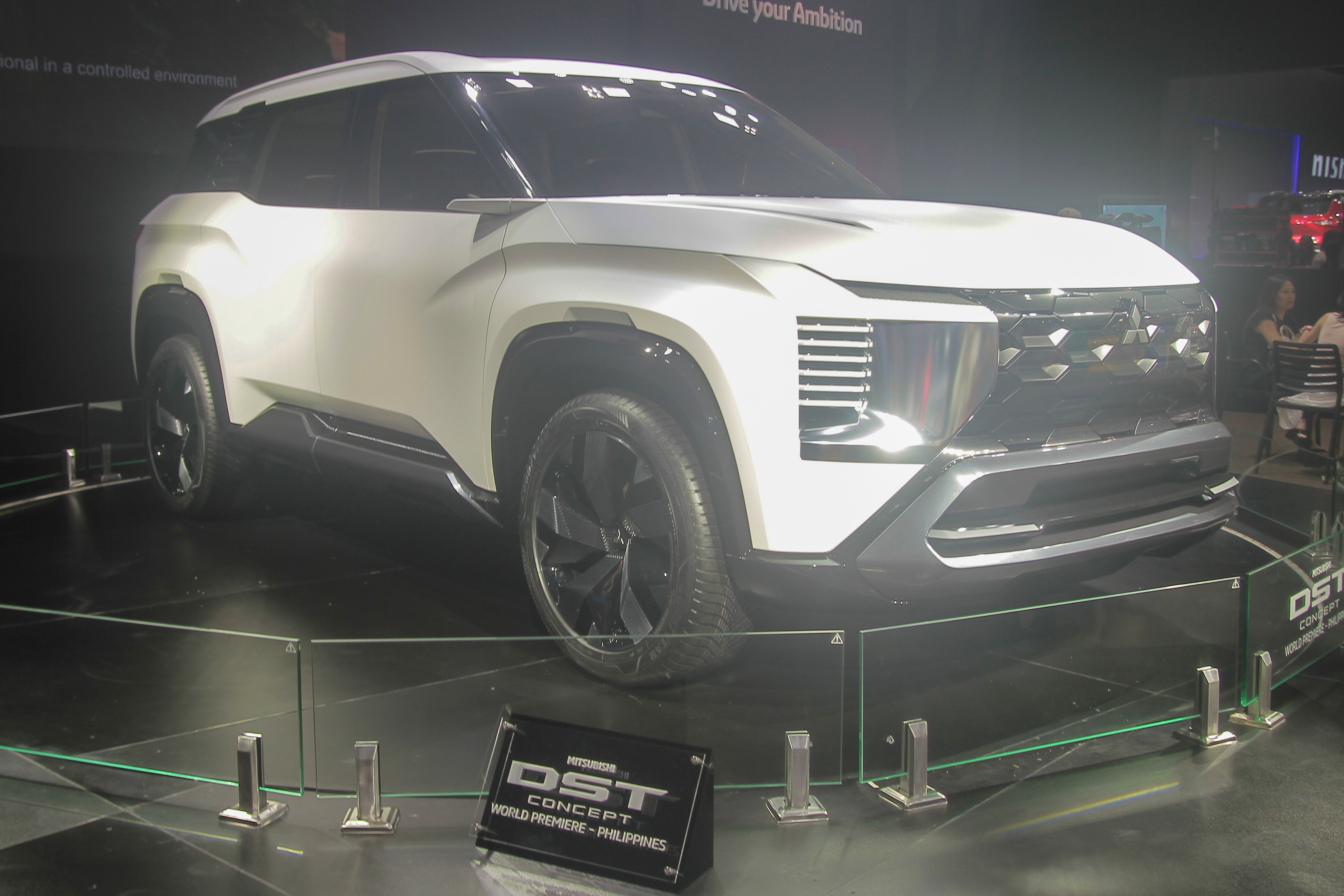
Mitsubishi DST Concept
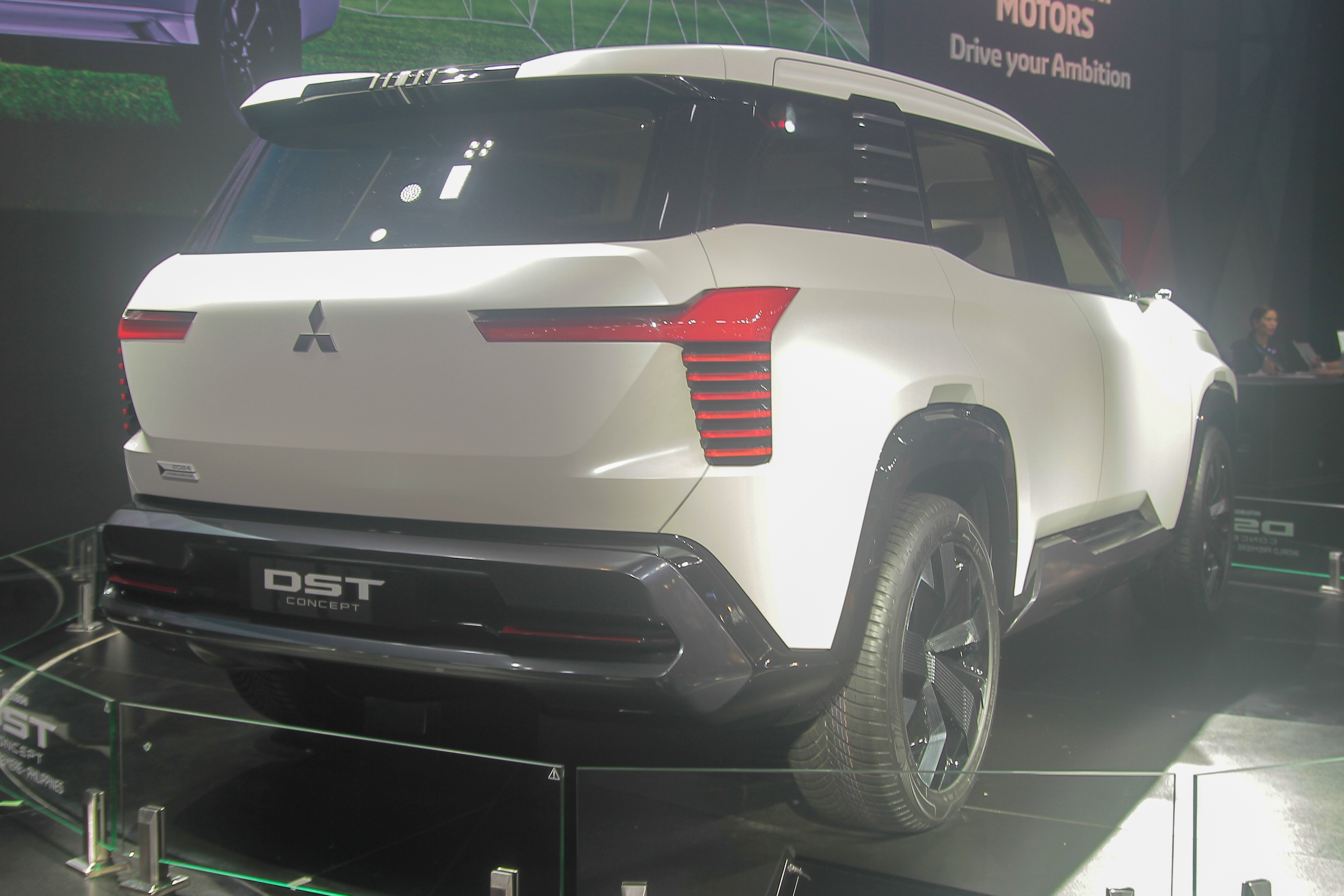
DST Concept (вид ззаду)

### Серійна модель

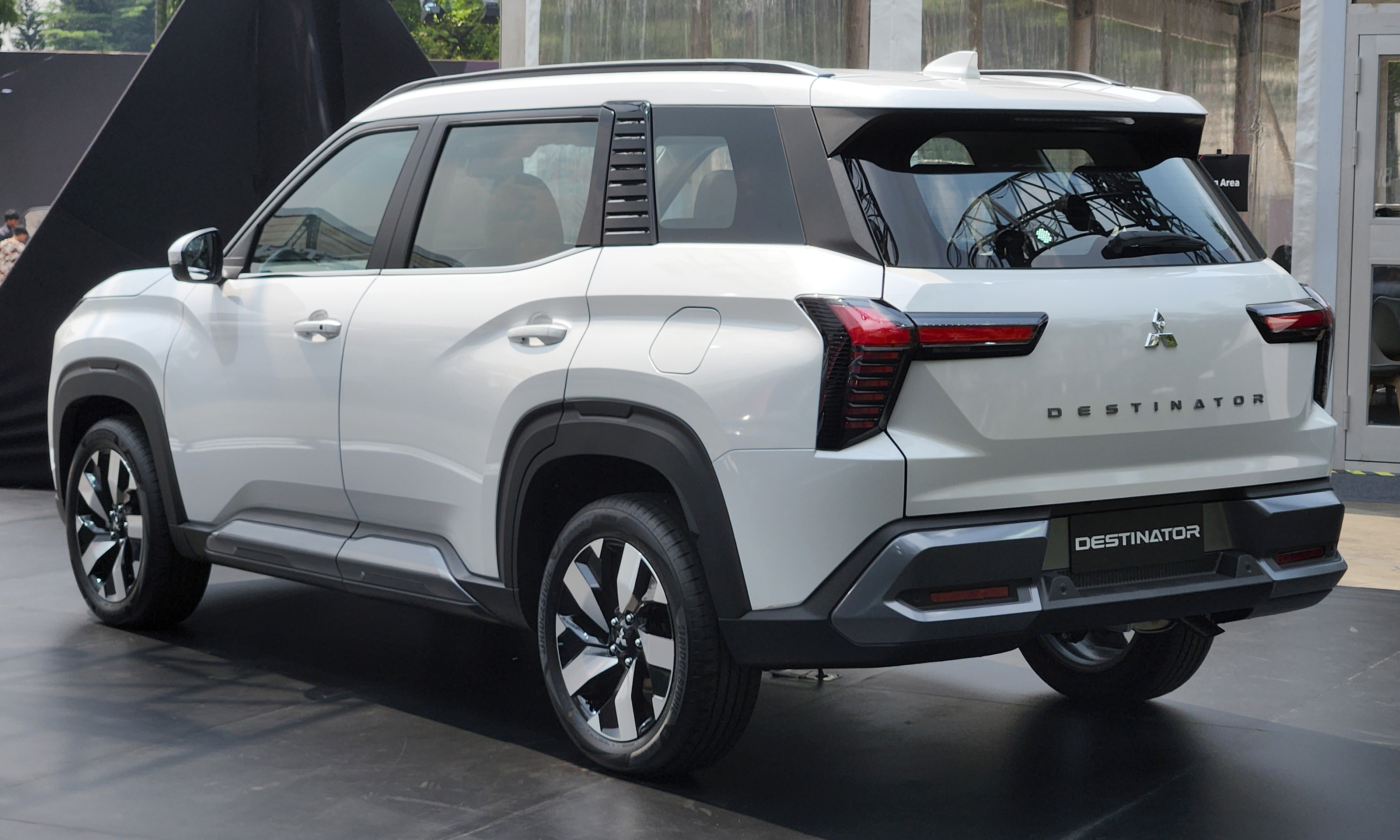
Mitsubishi Destinator (вид ззаду)

Destinator був офіційно представлений 17 липня 2025 року в Джакарті (Індонезія), і став третьою стратегічною моделлю від Mitsubishi, яка була запущена в Індонезії, після Xpander і Xforce.

#### Екстер'єр
Destinator був створений відповідно до концепції дизайну «Gravitas and Dynamism», і його дизайн схожий на Xforce, зокрема передня панель Dynamic Shield, і зберіг більшість елементів дизайну з концепта DST й для серійної моделі. Передня панель має акрилову решітку радіатора зі стільниковим візерунком. Збоку затемнені стійки та задня стійка з декоративною обробкою, на авто встановлені 18-дюймові легкосплавні диски. Задня панель має концепт Hexaguard Horizon (використовується в Xforce), шестикутний мотив, натхненний запасними шинами, як на задніх дверях Pajero. Фари та задні ліхтарі мають Т-подібну конфігурацію.

#### Інтер'єр

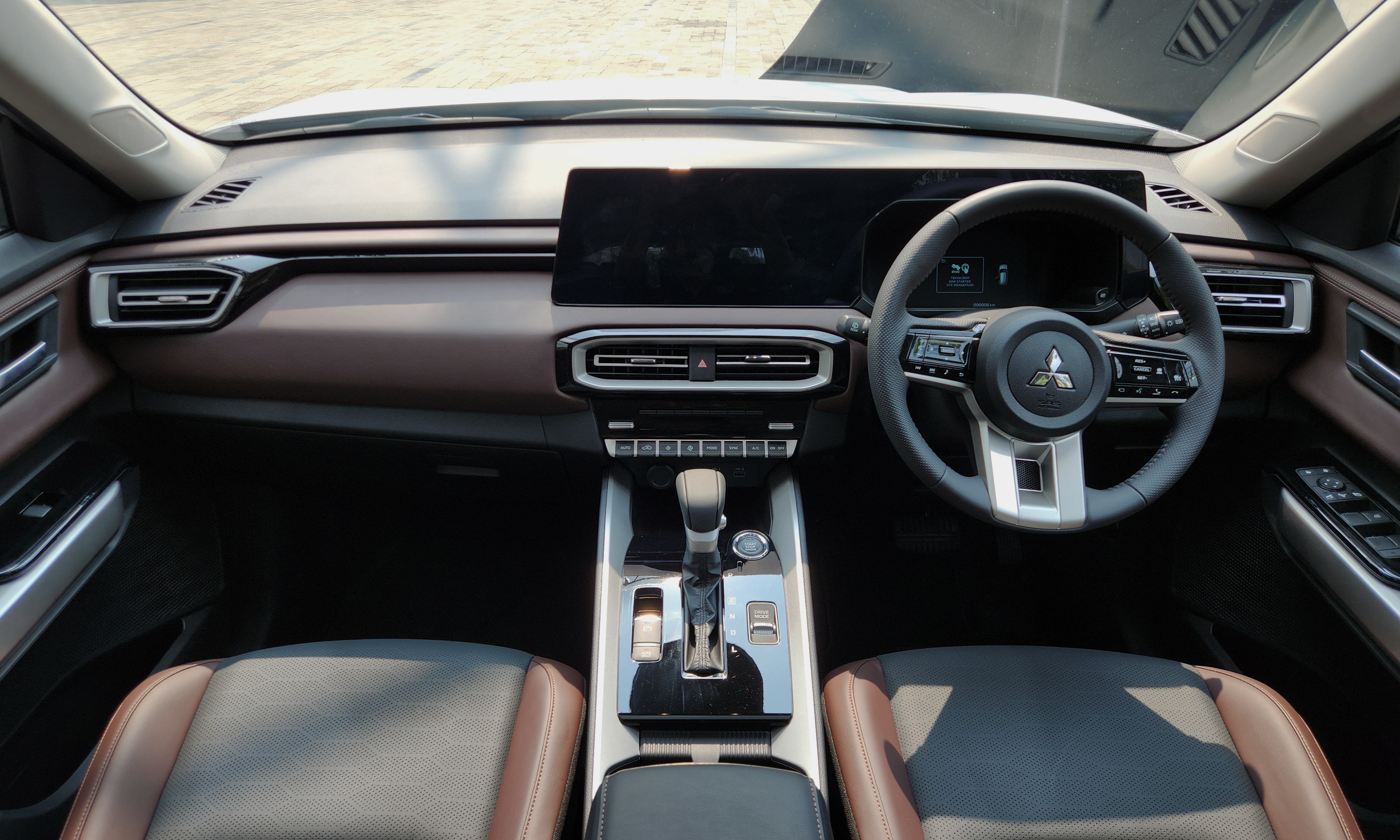
інтер'єр

Інтер'єр Destinator має схоже компонування з Xforce. Є 8-дюймова цифрова панель приладів і 12,3-дюймовий сенсорний екран інформаційно-розважальної системи Smart-link Display Audio, налаштування 64-кольорового навколишнього ембіент освітлення, двозонний автоматичний клімат-контроль з вентиляційними отворами, встановленими на стелі, звукова система Dynamic Sound Yamaha Premium і панорамний люк на даху. Варіанти початкового рівня оснащені 4,2-дюймовим дисплеєм MID та аналоговими циферблатами для панелі приладів, а також меншим 8-дюймовим дисплеєм для інформаційно-розважальної системи з сенсорним екраном.
Сидіння другого ряду розділені у форматі 40/20/40, а третій ряд — у форматі 50/50. У другому та третьому рядах є розкладні столикі в спинках сидінь, кишені для зберігання на спинках сидінь та лотки для зберігання речей під сидіннями.

#### Трансмісія
Розроблений і спроектований як «Підсилювач впевненості для енергійних сімей», Destinator оснащений 1,5-літровим бензиновим турбованим двигуном 4B40 MIVEC потужністю 120 кВт (161 к. с.; 163 PS), він оснащений циклом згоряння Аткінсона та інтеркулером з водяним охолодженням. Двигун працює в парі з безступінчастою трансмісією через систему переднього приводу. Destinator оснащений системою Active Jaw Control і п'ятьма режимами водіння на вибір.
Для підвіски використовуються стійки Макферсон спереду і торсіонна балка для задньої частини. Підвіска була сильно переналаштована, щоб відповідати дорожнім умовам країн АСЕАН. Дискові гальма використовуються як для передньої, так і для задньої гальмівної системи. Destinator має дорожній просвіт 244 мм (9,6 дюйм) (без захисту), кут заїзду 21°, брейковер 20,8° і кут з'їзду 25,5°.

#### Безпека
Для безпеки Destinator стандартно поставляється з шістьма подушками безпеки SRS. Destinator також доступний з Mitsubishi Motors Safety Sensing (також відома як 'Diamond Sense' в Індонезії), це удосконалена система допомоги водієві з такими функціями, як адаптивний круїз-контроль (ACC), автоматичне дальнє світло (AHB), попередження про сліпі зони (BSW), система пом'якшення наслідків лобового зіткнення (FCM), сповіщення про виїзд автомобіля (LCDN), моніторинг по колу та попередження про перехресний рух ззаду (RCTA).